# Национально-революционная партия Афганистана
Национа́льно-революцио́нная па́ртия Афганиста́на (дари حزب انقلاب ملی: Hezb Enqilab Mile) — бывшая политическая партия в Афганистане, существовавшая с 1974 по 1978 год — в этот период правящая и единственная легальная партия в стране. Прекратила свое существование после Саурской революции в апреле 1978 года.

## История
В ночь с 16 на 17 июля 1973 в Афганистане произошел военный переворот, в результате которого король Захир-шах оказался низложен, а к власти пришел его двоюродный брат Мухаммед Дауд. В попытках расширить социальную базу для своего режима Дауд учредил Национально-революционную партию Афганистана. Одной из целей новой партии являлась борьба с коммунистами, которые поддержали антимонархический переворот в 1973 году. Для этого НРПА стремилась стать зонтичной организацией, которая должна была объединить всех афганских прогрессивистов. В попытках Дауда заручиться максимальной поддержкой среди афганцев, все прочие политические партии кроме НРПА были запрещены.
В состав ЦК НРПА входили генерал-майор Гулам Хайдар Расули, министр обороны Сейид Абд Уллах, министр финансов доктор Абд уль-Маджид и профессор Абд уль-Куийум.
27 апреля 1978 года сторонниками Народно-демократической партии Афганистана был совершен военный переворот, в результате которого президент Дауд и члены его семьи были казнены, а в стране был установлен просоветский режим Демократической Республики Афганистан.